# Uvaroviola
Uvaroviola is een geslacht van rechtvleugeligen uit de familie veldsprinkhanen (Acrididae). De wetenschappelijke naam van dit geslacht is voor het eerst geldig gepubliceerd in 1930 door Bey-Bienko.

## Soorten
Het geslacht Uvaroviola  is monotypisch en omvat slechts de volgende soort:
- Uvaroviola multispinosa (Bey-Bienko, 1930)